# Flujo sanguíneo renal
| Sodium        | Inulin         | Creatinine     | PAH             |
| ------------- | -------------- | -------------- | --------------- |
| SNa=150 mEq/L | SIn=1 mg/mL    | SCr=0.01 mg/ml | SPAH=           |
| UNa=710 mEq/L | UIn=150 mg/mL  | UCr=1.25 mg/mL | UPAH=           |
| CNa=5 mL/min  | CIn=150 ml/min | CCr=125 mL/min | CPAH=420 ml/min |
|               |                |                | ER=90%          |
|               |                |                | ERPF=540 ml/min |

En nefrología, el flujo de sangre renal (RBF Renal Blood Flow en inglés) es el volumen de sangre entregado a los riñones por unidad de tiempo. En humanos, los riñones juntos reciben aproximadamente 25% del volumen de sangre cardíaco, unos 1,2-1,3 litros por minuto (l/min) en un adulto macho de 70 kg.

Pasa aproximadamente 94% al cortex. El RBF está estrechamente relacionado al flujo de plasma renal (RPF Renal Plasma Flow en inglés), el cual es el volumen  de plasma de sangre entregado a los riñones por de unidad de tiempo. 
Mientras que los valores generalmente aplican a la sangre arterial entregada a los riñones, ambos RBF y RPF suelen ser usados para cuantificar el volumen de la sangre venosa que sale de los riñones por unidad de tiempo. En este contexto, los valores son subíndices dados generalmente  para referirse a sangre arterial o venosa o flujo de plasma, cuando en FSRa, FSRv, FSRa, y FSRv. Fisiológicamente, aun así, las diferencias en estos valores son insignificantes de modo que el flujo arterial y el flujo venoso son a menudo supuesto igual.

## Flujo de plasma renal
Flujo de plasma renal es el volumen  de plasma que llegan a los riñones por tiempo de unidad. El flujo de plasma renal está dado por el principio de Fick:
{\displaystyle RPF={\frac {U_{x}V}{P_{a}-P_{v}}}}
Esto es esencialmente una ecuación de conservación de la masa que equilibra las entradas renales (la arteria renal) y las salidas renales (la vena renal y uréter). Explicado sencillamente, un soluto no metabolizable que se introduzca el riñón vía la arteria renal tiene dos puntos de salida, la vena renal y el uréter. La masa que ingresa a través de la arteria por unidad de tiempo debe ser igual la masa que sale a través de la vena y uréter por unidad de tiempo:
{\displaystyle RPF_{a}\times P_{a}=RPF_{v}\times P_{v}+U_{x}\times V}
Dónde Pa es la concentración de plasma arterial de la sustancia, Pv es su concentración de plasma venosa, Ux es su concentración de orina, y V es el índice de flujo de la orina. El producto de flujo y concentración da masa por tiempo de unidad.
Como se mencionó anteriormente, la diferencia entre flujo de sangre arterial y flujo venoso es insignificante, entonces FPRa se supone que debe ser igual a FPRv, así
{\displaystyle RPF\times P_{a}=RPF\times P_{v}+U_{x}V}
Reorganizar produce la ecuación anterior para FPR:
{\displaystyle RPF={\frac {U_{x}V}{P_{a}-P_{v}}}}

## Medición
Los valores de Pv son difíciles de obtener en pacientes. En la práctica, aclaramiento de PAH está utilizado en cambio para calcular el flujo de plasma renal efectivo (FPRe). El PAH (para-aminohipurato) es libremente filtrado, no es reabsorbido, y es secretado dentro de la nefrona. En otras palabras, no todo el PAH cruza en el filtrado primario en la cápsula de Bowman y el PAH restante es tomado en el vasa recta o capilares peritubulares y secretado por las células epiteliales del túbulo contorneado proximal al lumen del túbulo. De este modo el PAH, en dosis bajas, es casi completamente aclarado de la sangre durante un pase solo a través del riñón. (Consiguientemente, la concentración de plasma de PAH en la sangre venosa renal es aproximadamente cero.) Poniendo Pv a cero en la ecuación para RPF obtienes
{\displaystyle eRPF={\frac {U_{x}}{P_{a}}}V}
que es la ecuación  para aclaramiento renal. Para PAH, esto es generalmente representado como
{\displaystyle eRPF={\frac {U_{PAH}}{P_{PAH}}}V}
Desde la concentración de plasma venosa de PAH no es exactamente cero (de hecho,  es normalmente 10% del PAH concentración de plasma arterial), eRPF normalmente menosprecia el FPR por aproximadamente 10%. Este margen de error es generalmente aceptable considerando la facilidad con qué la infusión de PAH deja al FPRe ser medido.
Finalmente, flujo de sangre renal (FSR) puede ser calculado a través del FPR y el hematocrito del paciente utilizando la ecuación siguiente:
{\displaystyle RBF={\frac {RPF}{1-Hct}}}

## Autoregulation y Fallo Renal
Si el riñón es perfundido metodológicamente en presiones moderadas (90–220 mm Hg usados en un animal experimental; en este caso, un perro), entonces,  hay un aumento proporcionado de:
Resistencia Vascular renal
Junto con el aumento en presión. Con presiones de perfusión baja,la Angiotensina II puede actuar por contrayendo las arteriolas eferentes, así manteniendo el FGR y jugando una función en la autorregulación del Flujo de Sangre Renal. Personas con flujo de sangre pobre a los riñones causado por fármacos que inhiben la enzima convertidora de angiotensina (ECA) pueden afrontar insuficiencia renal.